# Antoni Iglewski
Antoni Iglewski ps. „Antoni”, „Igła”, „Ponar”, „Suseł”, „Nieczuja”, „Vanadi”, „Kujawiak”, „Mazecki” (ur. 1 stycznia 1899 w Radziejowie, zm. 27 stycznia 1979 we Wrocławiu) – komendant Okręgu Białystok Związku Walki Zbrojnej od sierpnia do października 1940 roku.
Członek POW, powstaniec wielkopolski, jeden z żołnierzy oddziałów specjalnych Polskich Sił Zbrojnych – cichociemny, w stopniu kolejno porucznika (1943), kapitana (1944), podpułkownika (1957).

## Życiorys
Urodził się 1 stycznia 1899 w Radziejowie na Kujawach. W 1916 wstąpił do Polskiej Organizacji Wojskowej, gdzie pełnił funkcję sekcyjnego w Komendzie Lokalnej Radziejów. Po ukończeniu kursów w 1917 został instruktorem-szkoleniowcem grup bojowych. W sierpniu 1918 stanął na czele oddziału lotnego POW, a trzy miesiące później wstąpił do Wojska Polskiego. Brał udział w powstaniu wielkopolskim, a potem w wojnie polsko-bolszewickiej.
Po wojnie służył w 81 pp w Grodnie. W 1933 odszedł z wojska i został zastępcą kierownika w szefostwie Budownictwa Wojskowego Okręgu Korpusu nr III w Grodnie. Dwa lata później objął stanowisko naczelnika w tamtejszym Zarządzie Miejskim Wydziału Przedsiębiorstw Miejskich. Tuż przed wybuchem II wojny światowej został przydzielony do Oddziału II Sztabu Głównego, gdzie przeszkolono go w zakresie dywersji pozafrontowej w Prusach Wschodnich.
We wrześniu 1939, podczas obrony Grodna dowodził 200 osobowym oddziałem. Po kapitulacji przebywał na terenie Białostocczyzny, gdzie założył organizację „Polska Armia w Kraju – Odcinek Łomża – Grodno”.
Od połowy października 1939 pełnił funkcję zastępcy komendanta Okręgu Białostockiego Służby Zwycięstwu Polski, a później Związku Walki Zbrojnej. Od sierpnia do października 1940 pełnił obowiązki komendanta tego okręgu. Od października był szefem oddziałów I i IV Obszaru nr 2 Białystok.
W czasie inspekcji na Wileńszczyźnie, w połowie października 1940 został aresztowany przez NKWD. Więziony kolejno Białymstoku i Mińsku, trafił ostatecznie na moskiewską Łubiankę. Za „organizowanie antykomunistycznej konspiracji” Najwyższy Sąd Wojenny NKWD skazał go w czerwcu 1941 na karę śmierci.
Zwolniony na mocy układu Sikorski–Majski, w sierpniu 1941 znalazł się w Armii gen. Andersa, gdzie został szefem kancelarii Naczelnego Dowództwa. Po przerzuceniu do Wielkiej Brytanii w lutym 1942 rozpoczął służbę w Polskich Siłach Zbrojnych. Przeszedł przeszkolenie w zakresie działań na tyłach wroga.
Zrzucony w nocy z 17 na 18 lutego 1943 na teren kraju. Po krótkim okresie przygotowawczym został skierowany przez gen. Grota-Roweckiego do pracy w komendzie Okręgu Armii Krajowej Kraków. Następnie został szefem dywersji i partyzantki Inspektoratu rejonowego „Maria” (Obwody Miechów, Olkusz, Pińczów). W marcu 1943 zorganizował pierwszy w inspektoracie oddział partyzancki „Skrzetuski”.
Pod koniec lipca 1944 brał udział w walkach o utworzenie, a następnie utrzymanie terenu tzw. Rzeczypospolitej Kazimiersko-Proszowickiej.
W sierpniu 1944 został dowódcą samodzielnego partyzanckiego baonu szturmowego „Suszarnia” 106 Dywizji AK. Był jednocześnie zastępcą dowódcy 106 Dywizji AK. Jego oddział przeprowadził 184 wypady zbrojne, przeprowadzając likwidacje konfidentów i gestapowców.
Po wojnie działał w konspiracyjnej organizacji „NIE”, Delegaturze Sił Zbrojnych na Kraj i Zrzeszeniu „Wolność i Niezawisłość”.
Po ujawnieniu się w październiku 1945 mieszkał kolejno w Gdyni, Gdańsku i Wrocławiu. W grudniu 1948 został aresztowany przez tamtejszą bezpiekę i wywieziony do Krakowa. Wyrokiem Sądu Wojewódzkiego z 1953 został skazany na 8 lat więzienia. Na wolność wyszedł w 1956 na mocy amnestii.
Aktywnie udzielał się w środowisku Spadochroniarzy Cichociemnych. Napisał biografię pt. PONAR – Wspomnienia z lat 1939-1945, wydaną w 2012 r. i kilka artykułów do „Wojskowego Przeglądu Historycznego”. Był żonaty z Marią z Ulatowskich (1901–1975), urzędniczką. Dzieci nie miał.
Pochowany na Cmentarzu Parafialnym w Radziejowie.

## Odznaczenia i ordery
- Krzyż Srebrny Orderu Virtuti Militari nr 12443[3]
- Krzyż Niepodległości z Mieczami
- Krzyż Walecznych czterokrotnie
- Srebrny Krzyż Zasługi
- Wielkopolski Krzyż Powstańczy
- Krzyż Armii Krajowej
- Krzyż Partyzancki i innymi

## Galeria

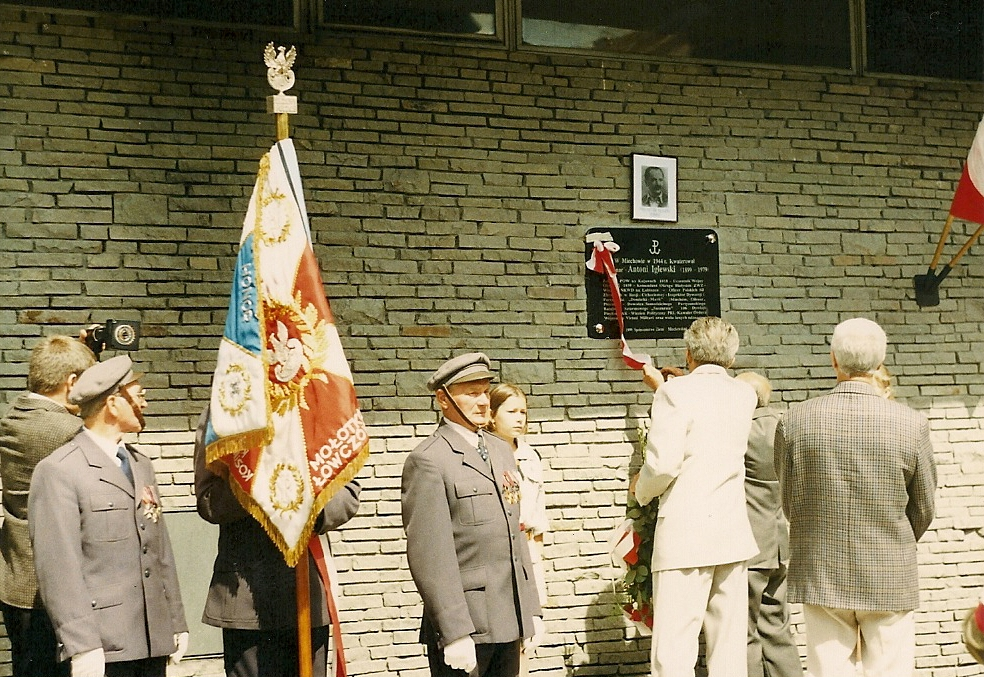
15 sierpnia 1999. Uroczystości odsłonięcia tablicy pamiątkowej w Miechowie
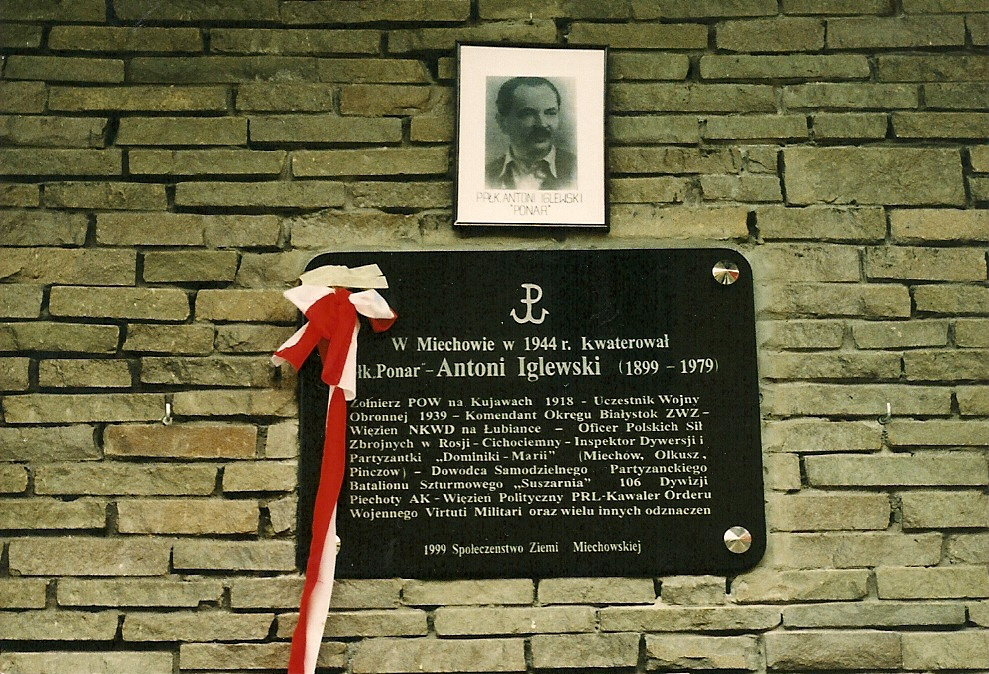
Tablica pamiątkowa w Miechowie
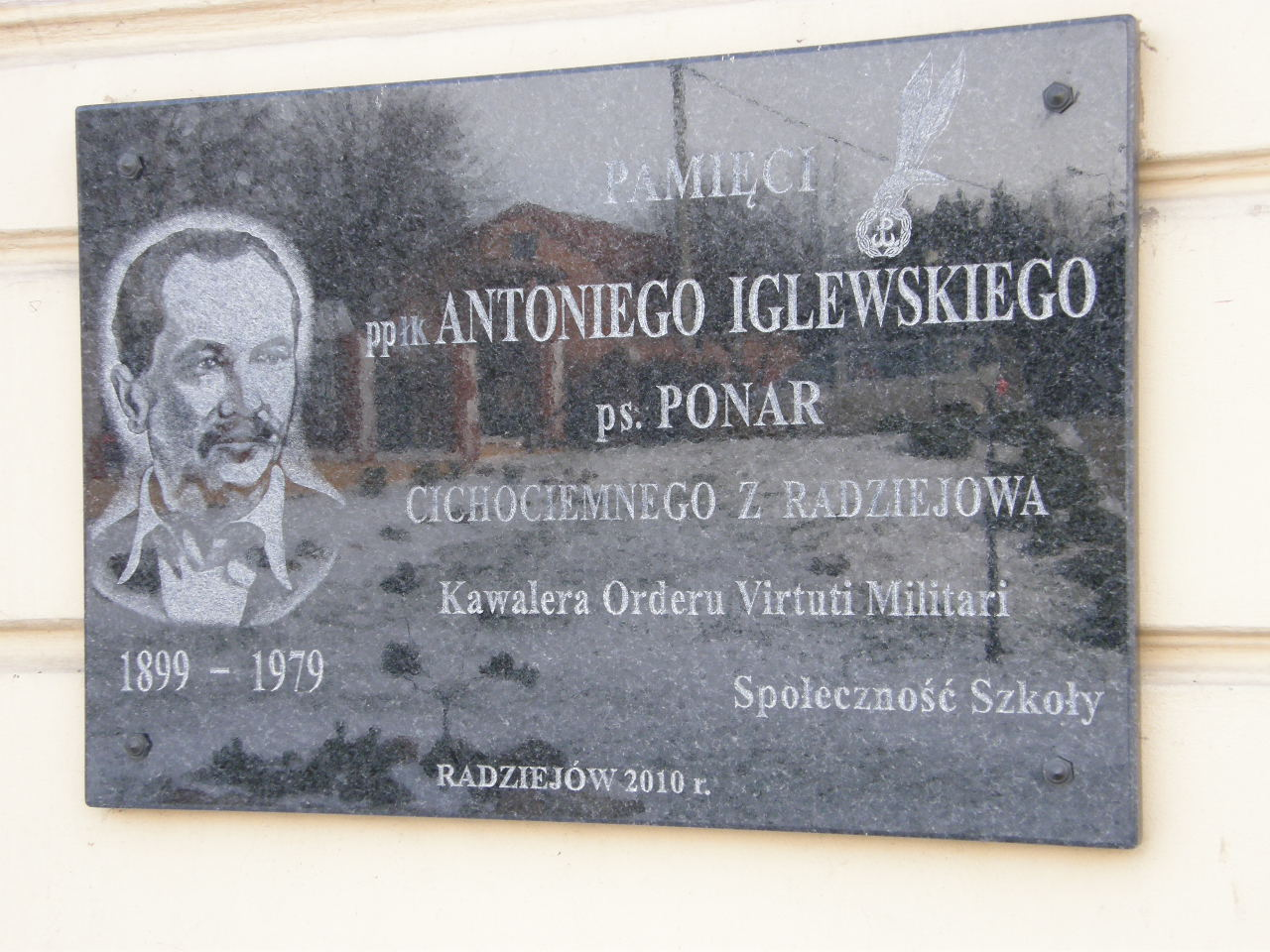
Tablica pamiątkowa na budynku LO w Radziejowie
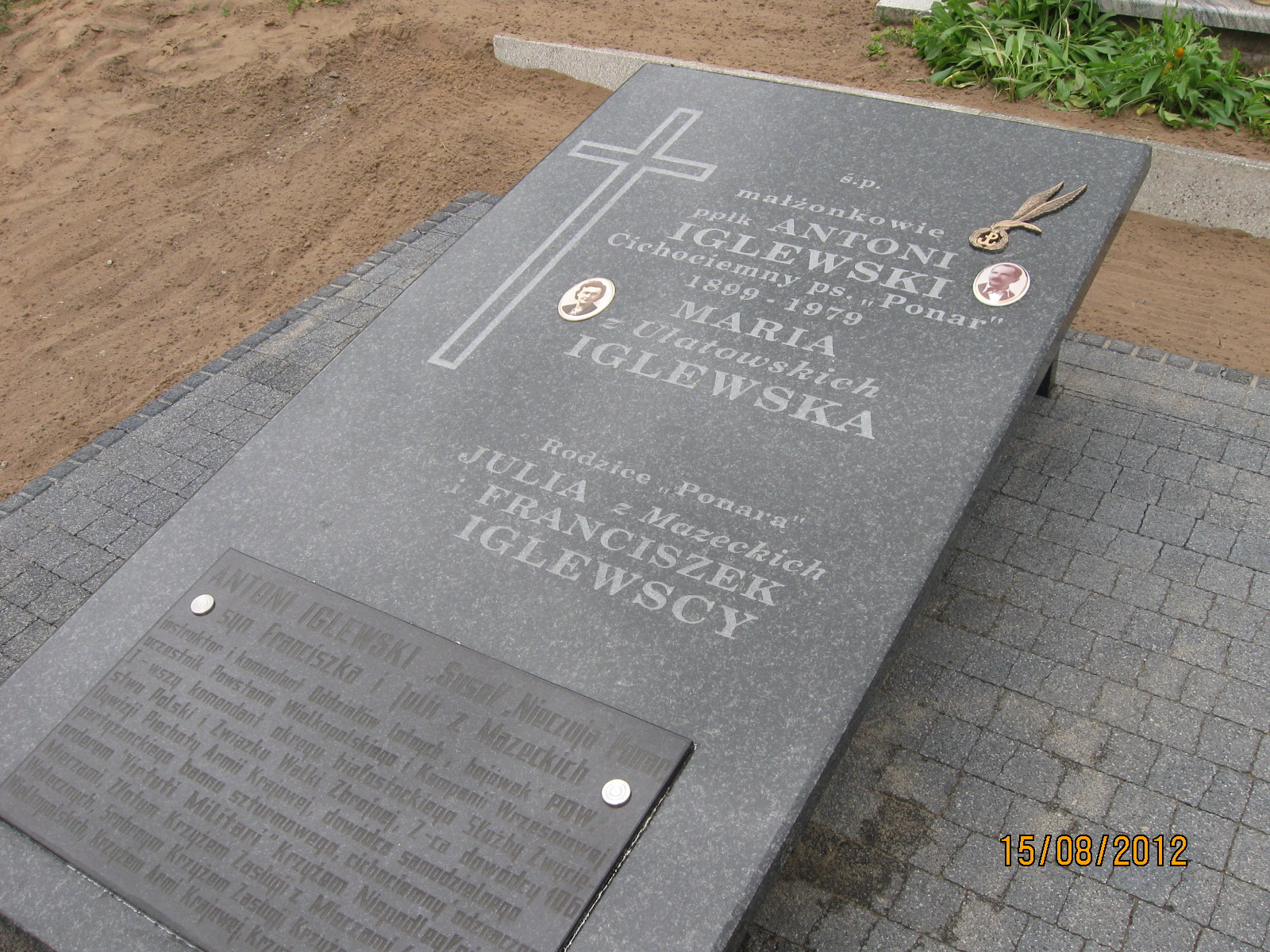
Grób na cmentarzu komunalnym w Radziejowie